# Donja Lapaštica
Donja Lapaštica (izvirno srbsko Горња Лапаштица) je naselje v Srbiji, ki upravno spada pod Občino Medveđa; slednja pa je del Jablaniškega upravnega okraja.

## Demografija
V naselju živi 146 polnoletnih prebivalcev, pri čemer je njihova povprečna starost 38,8 let (39,4 pri moških in 38,2 pri ženskah). Naselje ima 58 gospodinjstev, pri čemer je povprečno število članov na gospodinjstvo 3,34.
Prebivalstvo je večinoma nehomogeno, a v času zadnjih treh popisov je opazno zmanjšanje števila prebivalcev.
|  |

| Demografija | Demografija     | Demografija     |
| Leto        | Št. prebivalcev | Št. prebivalcev |
| ----------- | --------------- | --------------- |
|             |                 |                 |
|             |                 |                 |
|             |                 |                 |
|             |                 |                 |
| 1948        | 631             |                 |
| 1953        | 653             |                 |
| 1961        | 682             |                 |
| 1971        | 624             |                 |
| 1981        | 491             |                 |
| 1991        | 315             | 291             |
| 2002        | 204             | 194             |
|             |                 |                 |

| Etnična sestava po popisu iz leta 2002 | Etnična sestava po popisu iz leta 2002 | Etnična sestava po popisu iz leta 2002 | Etnična sestava po popisu iz leta 2002 | Etnična sestava po popisu iz leta 2002 |
| -------------------------------------- | -------------------------------------- | -------------------------------------- | -------------------------------------- | -------------------------------------- |
| Albanci                                | Albanci                                |                                        | 120                                    | 61,85%                                 |
| Srbi                                   | Srbi                                   |                                        | 68                                     | 35,05%                                 |
| Neznano                                | Neznano                                |                                        | 4                                      | 2,06%                                  |